# Snowia pulcherrima
Snowia pulcherrima là một loài bướm đêm trong họ Geometridae.